# Kamen
Kamen é uma cidade da Alemanha localizada no distrito de Unna, região administrativa de Arnsberg, estado de Renânia do Norte-Vestfália.